# Grup d'habitatges de la Colònia Llaudet
El Grup d'habitatges de la Colònia Llaudet és una obra de Sant Joan de les Abadesses (Ripollès) protegida com a Bé Cultural d'Interès Local.

## Descripció
Conjunt d'edificis d'estil neopopular, distribuïts i assignats en funció del rol laboral dels seus ocupants, que van des de planta baixa a planta i tres piso, formant un conjunt a l'extrem nord de la fàbrica de filats Llaudet. Les estructures portants són de fàbrica de maó i cobertes amb cabirons de fusta i teulat a quatre aigües amb teula àrab. Dins de l'espai que conforma se situen l'escola i la capella dedicada a Sant Jaume, i actualment sense culte.